# Эгоистичный ген
«Эгоисти́чный ген» (англ. «The Selfish Gene») — научно-популярная книга о биологической эволюции, написанная британским биологом Ричардом Докинзом и впервые опубликованная в 1976 году. Основная идея книги состоит в обосновании геноцентричного взгляда на эволюцию, согласно которому естественный отбор действует не на уровне организмов или видов, а преимущественно на уровне генов.
Книга популяризировала понятие мема, введённое Докинзом для описания идеи, распространяющейся по принципу естественного отбора, аналогично генам в биологической эволюции.  
С момента публикации «Эгоистичный ген» оказал значительное влияние на популяризацию эволюционной биологии и поведенческой экологии, а также вызвал дискуссии среди учёных и философов о природе альтруизма и эволюции социальных систем.

## Основные идеи
Словосочетание «эгоистичный ген», вынесенное в заглавие книги, было выбрано Докинзом в качестве удобной метафоры для выражения геноцентричного взгляда на эволюцию, в рамках которого эволюция рассматривается прежде всего как эволюция генов и считается, что естественный отбор на уровне особей или популяций почти никогда не одерживает верх над естественным отбором на уровне генов. Кроме того, для англоязычного читателя это название созвучно с названием сказки Оскара Уайлда «Великан-эгоист» (англ. The Selfish Giant).
Согласно этому взгляду, в основе биологической эволюции лежит эволюция генов (а не особей, не видов и проч.), которая движется в сторону увеличения их способности копироваться (оказывая то или иное воздействие на окружающую среду и заставляя её копировать себя). Те аллели гена, которые лучше всего умеют копироваться, побеждают в естественном отборе и вытесняют менее удачные конкурирующие аллели. При этом для любого гена организм, в котором он находится, все другие организмы, а также все прочие гены, находящиеся в том же организме и в других организмах, являются лишь частью окружающей среды, на которую он оказывает влияние и к которой он приспосабливается. Вследствие естественного отбора на уровне генов развитие популяций стремится к эволюционно стабильным стратегиям, которые далеко не всегда являются наиболее оптимальными для организмов и популяции в целом.
Для размножения (то есть увеличения числа копий) какого-либо гена выгодно, чтобы его носители способствовали не только собственному размножению, но и размножению других носителей этого же гена. Вследствие этого филогенетическая линия эволюции особей движется в сторону увеличения их совокупной приспособленности (англ. Inclusive fitness), учитывающей не только прямых потомков той или иной особи, но и других особей, в которых находятся те же самые гены, а также их потомков, в создание которых данная особь также вносит косвенный вклад (например, в виде заботы, вскармливания, защиты от врагов и т. д.), тратя на это свои ресурсы. При определённых условиях гену может быть выгодно, чтобы носитель одной из его копий жертвовал собственным размножением ради выживания или размножения других носителей этого же гена (биологический альтруизм). Если выполняется правило Гамильтона, то есть если количество получающихся при этом копий гена превышает количество пожертвованных копий, то гены, формирующие у своих носителей такое поведение, будут поддержаны естественным отбором и распространятся в популяции. Больше всего вероятность нахождения тех же копий гена у близких родственников особи (чем ближе родство, тем выше вероятность), поэтому в ходе эволюции у особей некоторых видов развивается альтруизм по отношению к родственникам. Это так называемая теория кин-отбора, изложению которой посвящена существенная часть книги. Наиболее ярким примером подобного альтруизма являются стерильные рабочие особи общественных насекомых, которые вовсе не способны к собственному размножению и вместо этого целиком взяли на себя функцию заботы о потомстве своих репродуктивных родственников, в которых находятся те же самые гены, что и в них самих.
В главе 11 книги также вводится термин «мем» для элемента культурной эволюции, аналогичный гену, с предположением, что подобная «эгоистичная» репликация может быть отнесена также к элементам культуры: идеям, технологическим приёмам, религиям, стилям моды и т. д. Причём, культуры не только человеческой: на примере певчих птиц Новой Зеландии рассматривается передача от поколения к поколению песенных мотивов. После публикации книги на основе этой идеи возникла новая дисциплина — меметика, ставшая предметом многочисленных исследований и споров (хотя независимо от Докинза подобные идеи выдвигали и другие авторы).
К настоящему времени книга издавалась четырежды: в 1976, 1989, 2006 и 2016 годах. Во втором издании были добавлены примечания и дописаны две главы — 12 и 13. Они опираются на книги «Эволюция кооперации» (Р. Аксельрод) и «Расширенный фенотип» самого Р. Докинза, соответственно:24.

## Оглавление
- Глава 1. Для чего мы живём?
- Глава 2. Репликаторы
- Глава 3. Бессмертные спирали
- Глава 4. Генная машина
- Глава 5. Агрессия: стабильность и эгоистичная машина
- Глава 6. Генное братство
- Глава 7. Планирование семьи
- Глава 8. Битва поколений
- Глава 9. Битва полов
- Глава 10. Почеши мне спину, а я тебя оседлаю
- Глава 11. Мемы — новые репликаторы
- Глава 12. Хорошие парни финишируют первыми
- Глава 13. «Длинная рука гена»

## Отзывы
Книга получила неоднозначные отзывы, став причиной острой полемики как среди ученых, так и среди общества в целом. Вот некоторые из этих отзывов:
- «… высоконаучно, остроумно и очень хорошо написано… опьяняюще здорово». Сэр Питер Медавар. «Спектейтор»
- «… научно-популярное произведение такого рода позволяет читателю ощутить себя почти гением». Газета «Нью-Йорк Таймс»

Сам автор книги в своем предисловии ко второму изданию писал:
«За двенадцать лет, прошедших после выхода в свет „Эгоистичного гена“, главная идея книги стала общепринятой и вошла в учебники. Это парадоксально, хотя парадоксальность и не бросается в глаза. Книга не принадлежит к числу тех, которые вначале терпели лишь поношение, а затем постепенно приобретали все больше и больше сторонников, пока в конечном счете не оказались столь ортодоксальными, что теперь мы только удивляемся, чем, собственно, был вызван переполох. Происходило как раз обратное. На первых порах рецензии радовали своей благожелательностью и книгу не считали спорной. Репутация вздорной созревала на протяжении многих лет, и лишь теперь к книге стали относиться как к произведению крайне экстремистскому. Однако именно в те годы, когда за книгой все более закреплялась репутация экстремистской, её фактическое содержание все менее казалось таковым, приближаясь к общепринятым взглядам».
Такие известные биологи как Уильям Гамильтон, Джордж Уильямс, Джон Мейнард Смит и Роберт Триверс высоко оценили книгу Докинза «Эгоистичный ген» и пришли к выводу, что он сделал нечто большее, чем просто объяснил их идеи. Джордж Уильямс в интервью заявил, что Докинз в своей книге продвинул некоторые вопросы гораздо дальше, чем он сам. По мнению Уильяма Гамильтона, в книге «Эгоистичный ген» Докинз «добился успеха в, казалось бы, невозможной задаче представить простым языком трудные для понимания темы последней мысли в эволюционной биологии» таким способом, который «удивил и оживил даже многих биологов-исследователей». По мнению философа Дэниела Деннета, книга Докинза — это «не только наука, но и философия в лучшем виде». Идеи об «эгоистичной ДНК», затронутые в этой книге, побудили некоторых учёных, включая известного химика Лесли Орджела и нобелевского лауреата Фрэнсиса Крика, на более детальное исследование этого вопроса. Идеи Докинза нашли основательное подтверждение после того как было открыто, что существенная часть «эгоистичной ДНК» состоит из транспозонов. Таким образом, идеи Докинза помогли объяснить, что происходит внутри геномов, задолго до того как секвенирование ДНК стало обычным делом.
По мнению зоолога, журналиста и популяризатора науки Мэтта Ридли, геноцентричный взгляд на эволюцию, отстаиваемый и выкристаллизованный Докинзом, в настоящее время играет центральную роль в теоретической эволюционной биологии, и «никакое иное объяснение не имеет смысла», хотя имеются и альтернативные взгляды. Также, по его словам, книга «Эгоистичный ген», «породила „золотую лихорадку“ среди писателей научно-популярной литературы, поскольку издатели начали прикладывать большие усилия в надежде найти новый „Эгоистичный ген“».
Российский биолог А. В. Марков характеризует идеи Докинза как «основанные на несокрушимой логике», прочно вошедшие в научный обиход и определяющие облик современной биологической картины мира. Также он даёт следующую оценку идеям Докинза, отражённым в книгах «Эгоистичный ген» и «Расширенный фенотип»:
Это геноцентрический подход к эволюции, который так и не успел прижиться среди российских биологов, хотя на западе получил широкое распространение, и большинство эволюционистов работают на основе этой модели. <…> Эта очень любопытная и полезная модель для понимания множества биологических явлений, которые в рамках традиционных представлений, ориентированных на групповой отбор, понять трудно. А с этой позиции их понять проще. Но идеи Докинза и его учителей встречают резкое отторжение, особенно у некоторых российских биологов, в силу своего кажущегося редукционизма, и многие просто не могут понять, как можно все свести к генам. Им кажется, что мы расщепляем все живое на слишком мелкие части и уничтожаем их целостную сущность. Это, по-моему, иллюзия, потому что мы ничего не уничтожаем: поняв, как работает эволюция на уровне генов, мы снова переходим на уровень целостного организма и видим, что и тут многое теперь стало понятнее.
Известный американский генетик Ричард Левонтин критиковал Докинза за редукционизм и вульгаризацию теории Дарвина. В своей рецензии на «Эгоистичный ген», опубликованной в журнале Nature, он назвал это произведение «карикатурой на дарвинизм». В частности, Левонтин усмотрел идеи генетического детерминизма в часто повторяющихся в книге высказываниях о том, что «Мы всего лишь машины для выживания, самоходные транспортные средства, слепо запрограммированные на сохранение эгоистичных молекул, известных под названием генов». Кроме того, Левонтин критикует тотальный селекционизм, заключающийся в стремлении объяснять любой признак строения или поведения организмов результатом естественного отбора и не учитывающий тот факт, что некоторые признаки могут быть всего лишь побочным эффектом других процессов..
На критику по поводу генетического детерминизма Докинз подробно ответил в своей следующей книге, «Расширенный фенотип» (Глава 2 «Генетический детерминизм и генный селекционизм»). В данном случае взгляды Докинза были чересчур упрощены и искажены (см. Чучело (логическая уловка)). Докинз поясняет, что влияние генов носит лишь статистический характер, а не фатальный, и эффекты от влияния генов могут быть легко изменены влиянием окружающей среды, воспитанием, образованием и т. д. И даже в самом «Эгоистичном гене» Докинз писал: «Мы — единственные существа на планете, способные восстать против тирании эгоистичных репликаторов». В главе 4 «Генная машина» Докинз объяснял, что гены не могут непосредственно управлять всеми движениями животного, «дёргая за ниточки», хотя бы из-за задержки во времени. Гены могут только контролировать белковый синтез в клетке. Следовательно, в ходе эволюции генов должен был возникнуть развитый мозг, способный к моделированию окружающей реальности и самостоятельному принятию решений, которому гены задают лишь общие инструкции поведения (избегать боли, избегать опасности и т. д.). Дальнейшее развитие в этом направлении могло привести к тому, что некоторые «машины выживания» могли полностью выйти из-под власти генов. В этой же книге, в главе «Мемы — новые репликаторы» он ввёл понятие мема, оспаривая мнение некоторых своих коллег-биологов о том, что любая черта человеческого поведения обусловлена генами и обязательно должна иметь какое-то биологическое преимущество, то есть служить для более успешного размножения генов особи. Докинз подчёркивал, что те или иные черты поведения могут существовать, потому что они способствуют успеху репликаторов какой-то иной природы, например, тех самых мемов. Докинз отмечает, что с возникновением культуры появились негенетические способы передачи информации (в первую очередь у человека, хотя и не только у него), и не отрицает, что в человеке многое обусловлено культурой и воспитанием, а не генетикой. При этом представление о мемах здесь не является обязательным.

## Критика
В книге «Рискуя собственной шкурой», писатель и статистик Нассим Талеб пишет: 
"Теория среднего поля – когда усредненное взаимодействие между, скажем, двумя людьми обобщается на всю группу, – применима только в отсутствие асимметрии. Так, Янир Бар-Ям доказывает, что теорию среднего поля нельзя применять к эволюционной теории, как ее описывает нарратив эгоистичного гена, рекламируемый агрессивными людьми с журналистским складом мышления, такими, как Ричард Докинз и Стивен Пинкер, – у этих двоих все в порядке с английским, но не с теорией вероятностей. Бар-Ям показал, что они не учитывают локальные свойства, а так называемая математика, которую они использовали для доказательства теории эгоистичного гена, прискорбно наивна и неуместна. Бурные споры велись и о работе Мартина Новака и его коллег (включая биолога Э. О. Уилсона), показавших, что теория эгоистичного гена насквозь ошибочна."

## Награды и признание
- В 2006 году книга «Эгоистичный ген» вошла в десятку лучших научно-популярных книг всех времён по версии американского научно-популярного журнала «Discover», заняв 9-е место в опубликованном этим изданием списке из 25 лучших научно-популярных произведений[13].
- В апреле 2016 г. «Эгоистичный ген» был включён в список 100 лучших научно-популярных книг британской газеты «The Guardian» под номером 10[14].
- В июле 2017 г. в результате опроса, посвящённого 30-летию премии для научных книг Лондонского королевского общества, «Эгоистичный ген» был включён в список наиболее влиятельных научных книг всех времён, опередив «Происхождение видов» Чарльза Дарвина и «Математические начала натуральной философии» Исаака Ньютона[15].
- В 2020 году книга стала одним из победителей проекта «Книгорубка» по теме «Гены»[16].
- Книга получила высокие оценки экспертов программы «Всенаука», благодаря чему попала в число научно-популярных книг, которые в рамках проекта «Дигитека» распространяются в электронном виде бесплатно для всех читателей.